# Villa Hailmann

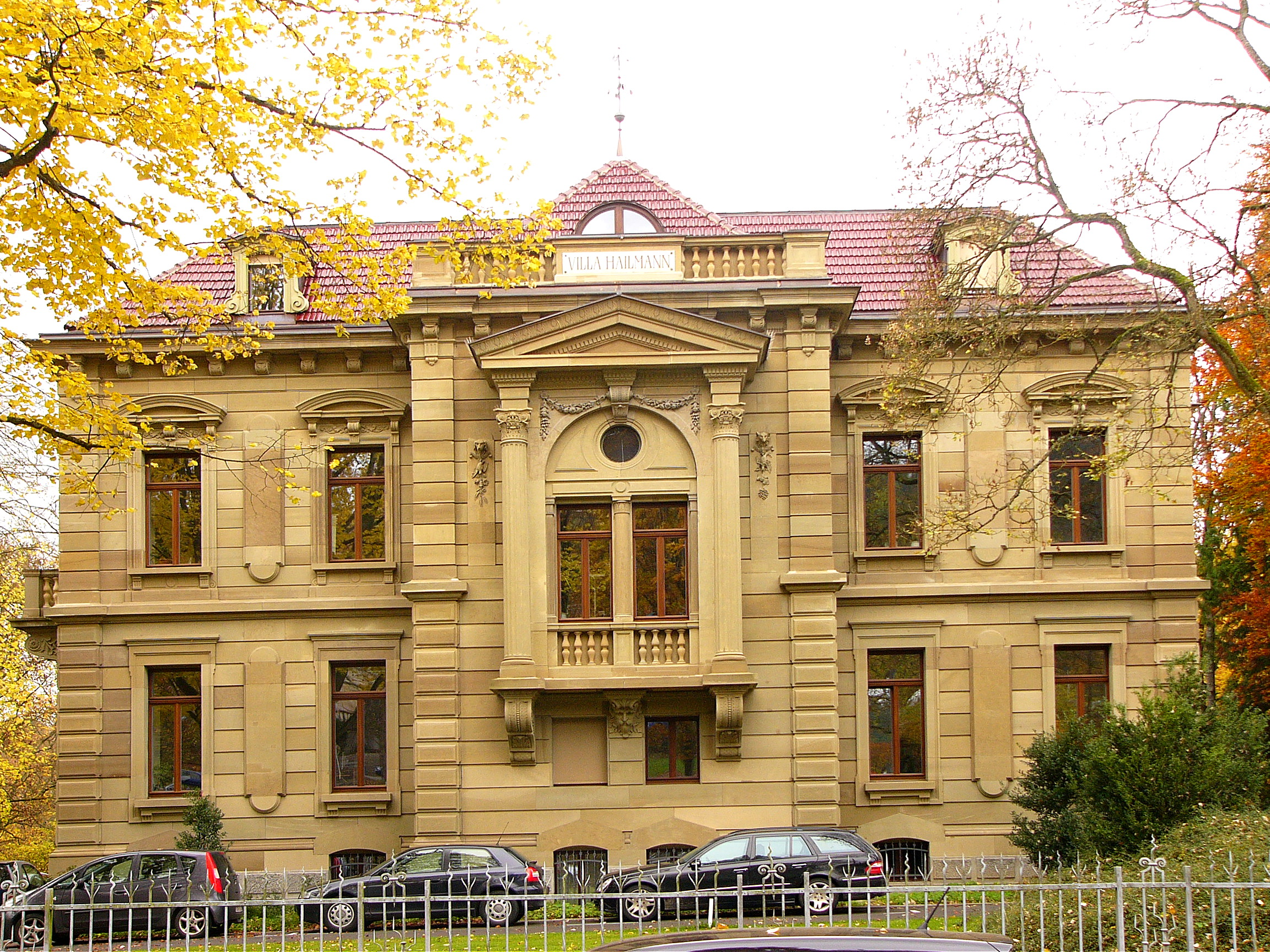
Kurhausstraße 26 in Bad Kissingen

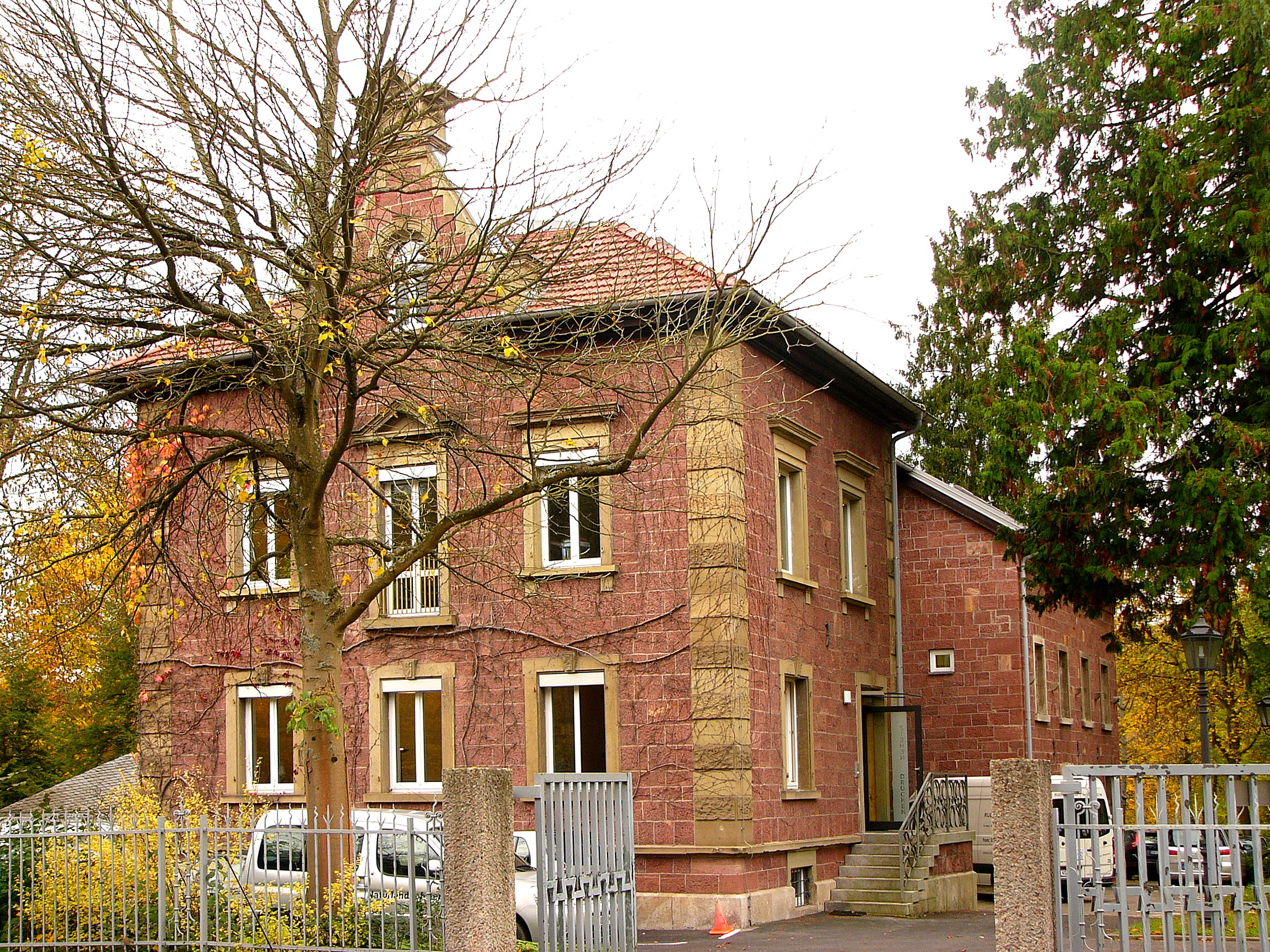
Nebengebäude

Die Villa Hailmann in der Kurhausstraße 26 in Bad Kissingen, der Großen Kreisstadt des unterfränkischen Landkreises Bad Kissingen, gehört mit seinem Nebengebäude zu den Bad Kissinger Baudenkmälern. Beide sind unter der Nummer D-6-72-114-36 in der Bayerischen Denkmalliste registriert.

## Geschichte

### Villa Hailmann
Die Villa Hailmann in der Kurhausstraße 26 wurde in den Jahren 1901–03 vom österreichischen, in Genf ansässigen Architekt Antony Krafft errichtet. Es handelt sich um einen zweigeschossigen Sandsteinquaderbau in Formen der Neurenaissance mit abgeschnittenem Walmdach und Mittelrisaliten. Der östliche Mittelrisalit ist mit einem Ädikulamotiv ausgestattet.
Die Villa entstand im Auftrag des Kommerzienrates Philipp Hailmann, dessen Familie im 19. Jahrhundert eine wirtschaftliche Expansion erlebte, als Kur- und Hotelbetrieb. Philipp Hailmann starb vor Fertigstellung des Anwesens. Nach dem Tod seiner Witwe verfiel das Anwesen. Dieser Zustand fand erst nach dem Zweiten Weltkrieg ein Ende, nachdem das Anwesen im Jahr 1941 Eigentum des Staates geworden war.
Eine ursprünglich vorhandene Freitreppe, die in den hinter dem Anwesen gelegenen Luitpoldpark führte, wurde im Jahr 1957 entfernt. Im Jahr 1958 wurde ein der Südseite des Anwesens vorgelagertes Palmenhaus abgerissen. Im Jahr 1976 wurden die an den südlichen Seitenlagen angebrachten Eisenbalkone entfernt.
Mit Wirkung vom 1. Januar 1997 wurde in der Villa Heilmann das Staatliche Hochbauamt untergebracht. Aktuell beherbergt das Anwesen das Wasserwirtschaftsamt.

### Nebengebäude
Das Nebengebäude des Anwesens entstand ebenfalls 1901–1903 als Wohnhaus. Bei dem Nebengebäude handelt es sich um einen zweigeschossigen Rotsandsteinquaderbau in Grausandsteingliederung mit abgeschnittenem Walmdach sowie südlichem Zwerchhaus mit Ziergiebel. Seine Giebelseite ist mit einem Neurenaissance-Apparat in Grausandstein versehen.